# Consejo Nacional de Acreditación del Profesorado
El Consejo Nacional de Acreditación del Profesorado (National Council for Accreditation of Teacher Education, NCATE) fue un organismo de acreditación de la formación del profesorado y de los programas de formación docente en las universidades de Estados Unidos. Fue fundado en 1954 y fue reconocido como un organismo de acreditación por el Departamento de Educación de los Estados Unidos.
El 1 de julio de 2013, el NCATE se fusionó con el Teacher Education Accreditation Council (TEAC), un organismo que también acreditaba los programas de formación del profesorado, para formar el nuevo Council for the Accreditation of Educator Preparation (transliterado como Consejo para la Acreditación de la Preparación del Profesorado (CAEP).

## Fusión de organizaciones
Cinco grupos de educación nacionales fueron fundamentales para la creación de NCATE: 
1. American Association of Colleges for Teacher Education (AACTE)
2. National Education Association (NEA)
3. National School Boards Association (NSBA)
4. National Association of State Directors of Teacher Education and Certification (NASDTEC)
5. Council of Chief State School Officers (CCSSO)

## Agrupación de organizaciones
NCATE fue una agrupación de 33 organizaciones formadas por profesores, educadores, especialistas en contenido y responsables políticos. Todos ellos estaban comprometidos con la calidad de la enseñanza y entre todos representaban a más de 3 millones de personas. Las asociaciones profesionales fundadoras de la NCATE participaron de su financiación, así como de la elaboración de sus normas, políticas y procedimientos.